# Sint-Hubertuskerk (Haccourt)

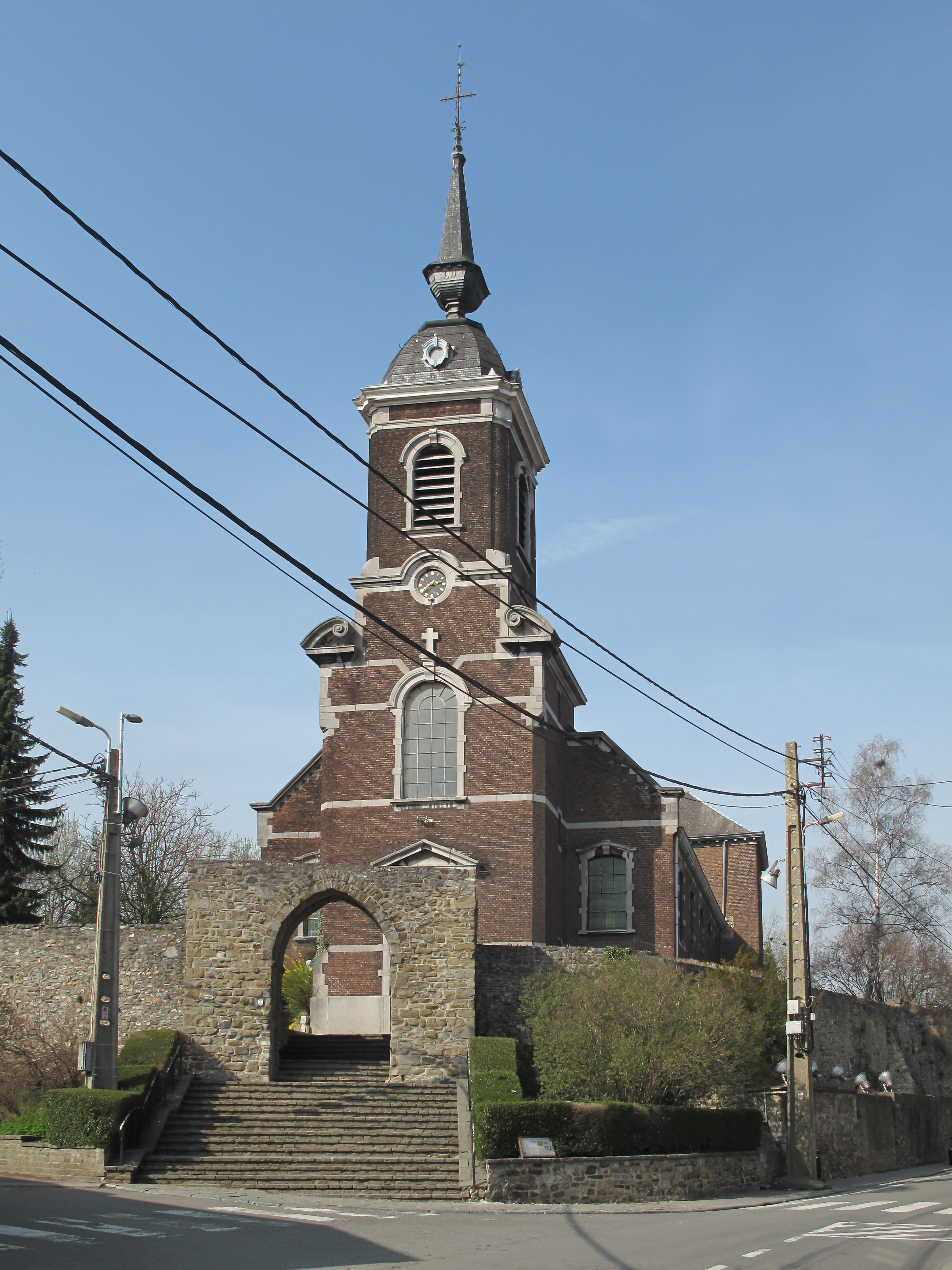
Sint-Hubertuskerk met vroegmiddeleeuwse muur en poort

De Sint-Hubertuskerk (Église Saint-Hubert) is de parochiekerk van Haccourt in de Belgische provincie Luik.
Het is een neoclassicistisch kerkgebouw van einde 18e eeuw, met een in eclectische stijl gebouwde toren van omstreeks 1870. Binnen in de kerk vindt men classicistisch kerkmeubilair.
De kerk staat op een heuveltje en wordt omringd door een vroegmiddeleeuwse muur (7e-9e eeuw) met een 13e-eeuwse poort waardoor men de kerk betreedt. De muur is een overblijfsel van een vroegere burcht.